# Apotolamprus manjarivoloensis
Apotolamprus manjarivoloensis är en skalbaggsart som beskrevs av Olivier Montreuil 2008. Apotolamprus manjarivoloensis ingår i släktet Apotolamprus och familjen bladhorningar. Inga underarter finns listade i Catalogue of Life.